# Memoriali di Lutero a Eisleben e Wittenberg
I memoriali di Lutero a Eisleben e Wittenberg sono un termine collettivo per designare i luoghi storici di attività del riformatore Martin Lutero, che si trovano nelle città di Lutero di Lutherstadt Eisleben e Wittenberg. Sono stati inseriti nella lista del Patrimonio dell'umanità dell'UNESCO nel 1996. Sono anche elencati nel libro blu del governo federale e sono tra i fari culturali in Germania. Quattro dei sei siti del patrimonio mondiale appartengono alla Luther Memorials Foundation in Sassonia-Anhalt, istituita nel 1997.

## Siti del patrimonio mondiale a Lutherstadt Eisleben
Il patrimonio mondiale a Lutherstadt Eisleben comprende:
- Casa natale di Martin Lutero
- Casa della morte di Martin Lutero

## Siti del patrimonio mondiale a Lutherstadt Wittenberg
Il patrimonio mondiale a Lutherstadt Wittenberg comprende:
- Casa di Lutero
- Casa di Melantone
- Chiesa del castello di Wittenberg
- Chiesa di Santa Maria